# Оксидація за Саегусом
Оксидація за Саегусом (рос. окисление Саегуса, англ. Saegusa oxidation) — окиснення Сегузи (або також відоме як окиснення Сегузи-Іто або реакція Сегузи-Іто) — іменна реакція в органічній хімії. Їх розробили японські хіміки Такео Саєгуса та Йосіхіко Іто (1937—2006) у 1978 році.
Оксидація за Саегусом — це перетворення силіленольних етерів у відповідні α,β-енеони, яке здійснюють викристовуючи стехіометричні кількості паладій ацетату. Відбувається через утворення тетраолефінових комплексів Pd.